# Akure

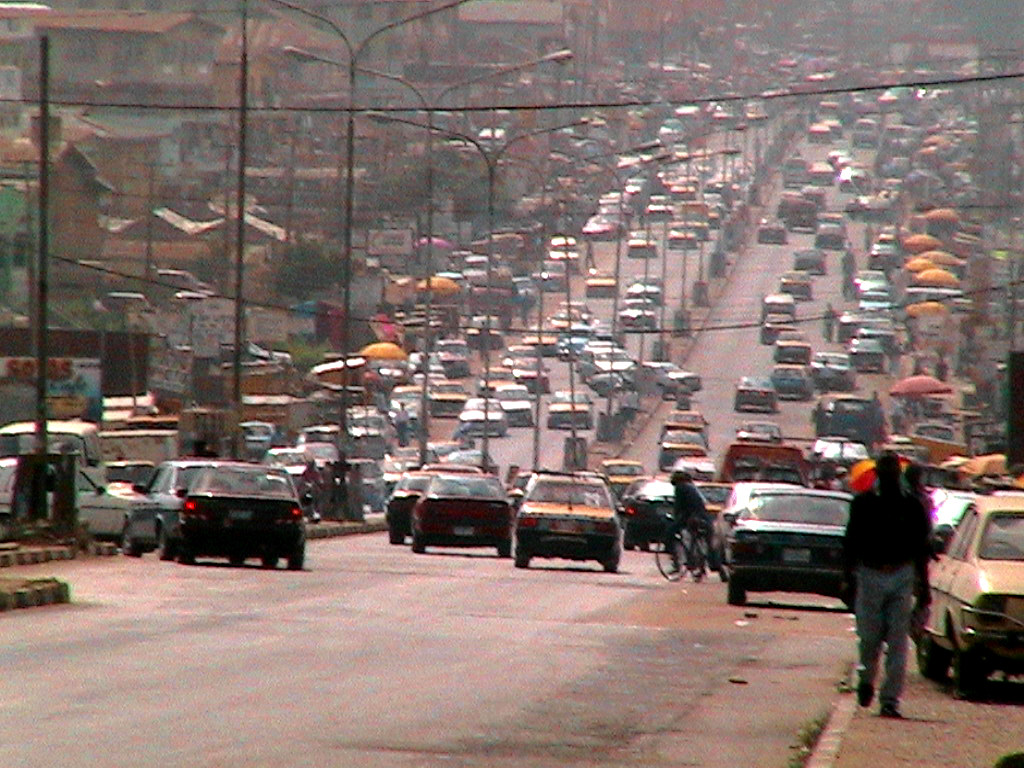
Akure (2010)

Akure ist die Hauptstadt des nigerianischen Bundesstaates Ondo und liegt im Südwesten von Nigeria. Einer Berechnung von 2012 zufolge hat die Stadt 941.410 Einwohner.

## Geschichte
Inschriften, die auf Felsen in der Nähe von Akure entdeckt wurden, stammen aus der Mittelsteinzeit. Im selben Gebiet wurde in der Höhle Iwo Eleru ein mindestens 11.000 Jahre altes Skelett des Homo sapiens gefunden, der bisher älteste Überrest eines Menschen aus Westafrika. Akure war bis 1800 ein Stadtstaat der Yoruba, bis es von einer Nachbarstadt erobert wurde. Die Stadt befindet sich in schnellem Wachstum; bei der letzten Volkszählung 1991 hatte sie noch lediglich 239.124 Einwohner.

## Wirtschaft und Infrastruktur
Land- und Forstwirtschaftserzeugnisse aus Akure sind Palmöl, Kakao, Maniok und Tropenhölzer. Der Akure Airport und eine Schnellstraße verbinden Akure mit Ibadan und Lagos.
Akure ist Sitz der 1981 gegründeten Federal University of Technology und mehrerer Radio- und Fernsehstationen, unter anderem der Ondo State Television Corporation (ODTV). In Akure befindet sich ein Stadion mit einem Fassungsvermögen von 15.000 Zuschauern, das den Sunshine Football Club in der zweiten Fußballliga beherbergt.

## Söhne und Töchter der Stadt
- Samuel Oluyemi Falae (* 1938), Politiker
- Kole Omotoso (1943–2023), Schriftsteller
- Seun Ogunkoya (* 1977), Sprinter
- Chigozie Obioma (* 1986), Schriftsteller
- Folashade Abugan (* 1990), Leichtathletin
- Omolara Ogunmakinju (* 1993), Sprinterin
- Victor Boniface (* 2000), Fußballspieler